# Fila de São Miguel
Pour les articles homonymes, voir Fila (animal).
Le fila de Saint Miguel ou fila de São Miguel (cão fila de São Miguel en portugais) est une race de chiens originaire  de l'île de São Miguel au Portugal. Traditionnellement utilisé comme bouvier depuis des siècles, la race n'est cependant reconnue qu'en 2007 par la Fédération cynologique internationale (FCI).
Le fila de São Miguel est un chien de taille moyenne, de type molossoïde, fort et robuste. Lorsque la législation l'y autorise, les oreilles sont coupées en arrondi et la queue est coupée au niveau de la 2e et la 3e vertèbre. La robe est toujours bringée. Son caractère très affirmé en fait un chien de berger, un chien de garde et plus généralement un chien de travail.

## Dénomination
Le terme « fila » vient du verbe filar qui signifie attraper, prendre.  « cão de fila » signifie « chien de prise » en français. Le fila de São Miguel est également appelé Azores Cattle dog, soit « bouvier des Açores ».

## Historique
Originaire de São Miguel dans l'archipel des Açores, le fila de São Miguel est issu des dogues importés par les marins. Le fila de São Miguel descend du fila de Terceira, à présent disparu. Le fila de São Miguel est traditionnellement nourrit de lait caillé versé dans un trou de terre sur la pâture. La coupe des oreilles en arrondi est destinée à le protéger des ronciers. Le fila de São Miguel est toujours utilisé par les bergers de São Miguel.
La race se fixe au début du XXe siècle, mais le début de la reconnaissance de la race date du début des années 1980. Le premier standard est rédigé en 1984 puis la race est reconnue à titre provisoire par la Fédération cynologique internationale (FCI) en 1995. Le premier club d'élevage Clube do Cão de Fila de São Miguel est créé en 1991. Le fila de São Miguel est reconnu par la FCI en 2007. 
En 2012, avec 44 inscriptions au Livre des origines français (LOF), le fila de São Miguel constitue l'une des dernières races du groupe 2 « Chiens de type Pinscher et Schnauzer - Molossoïdes - Chiens de Montagne et de Bouvier Suisses ».

## Standard

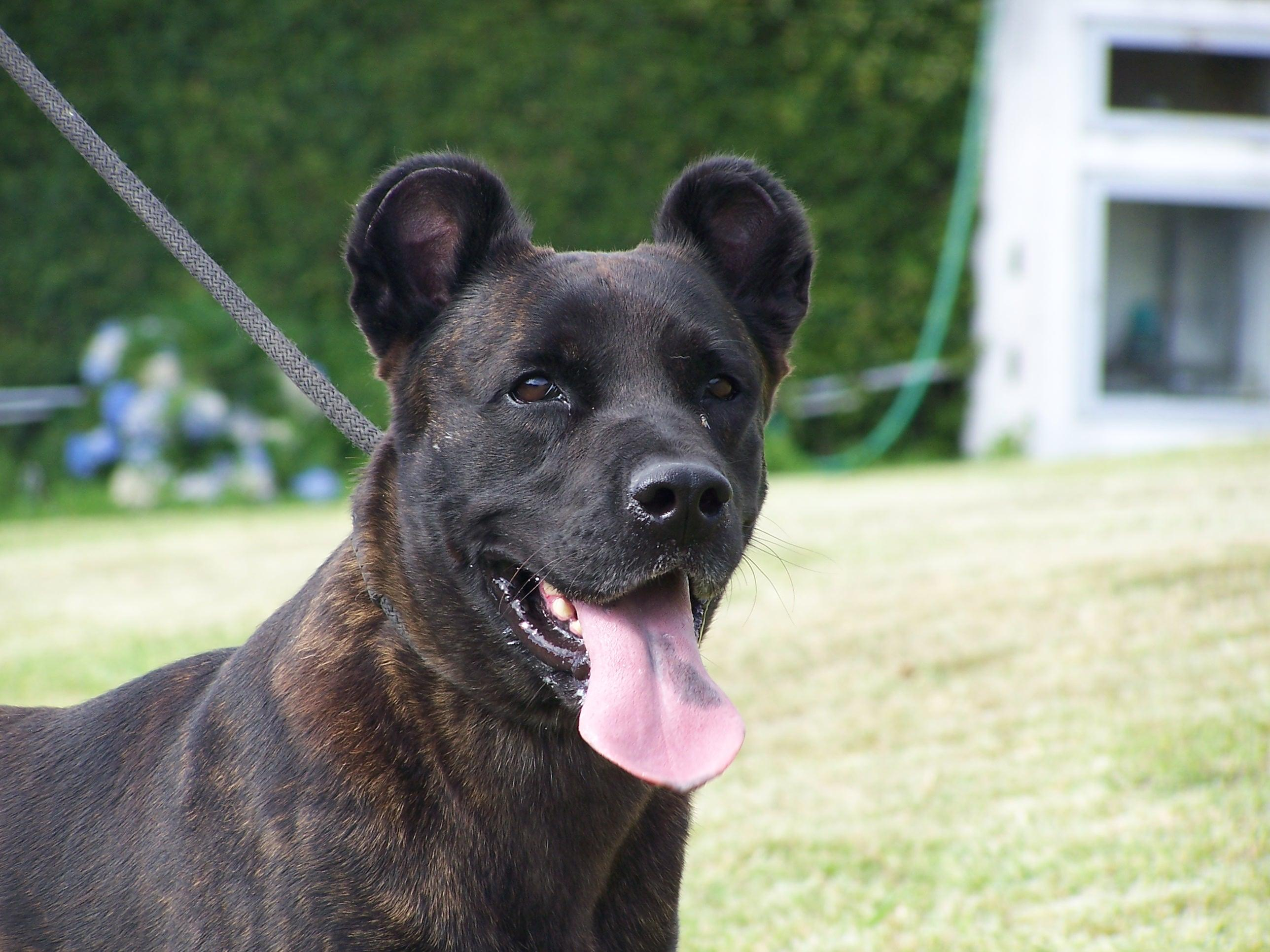
La coupe des oreilles en arrondi du fila de São Miguel le fait comparer à un lycaon ou à une hyène.

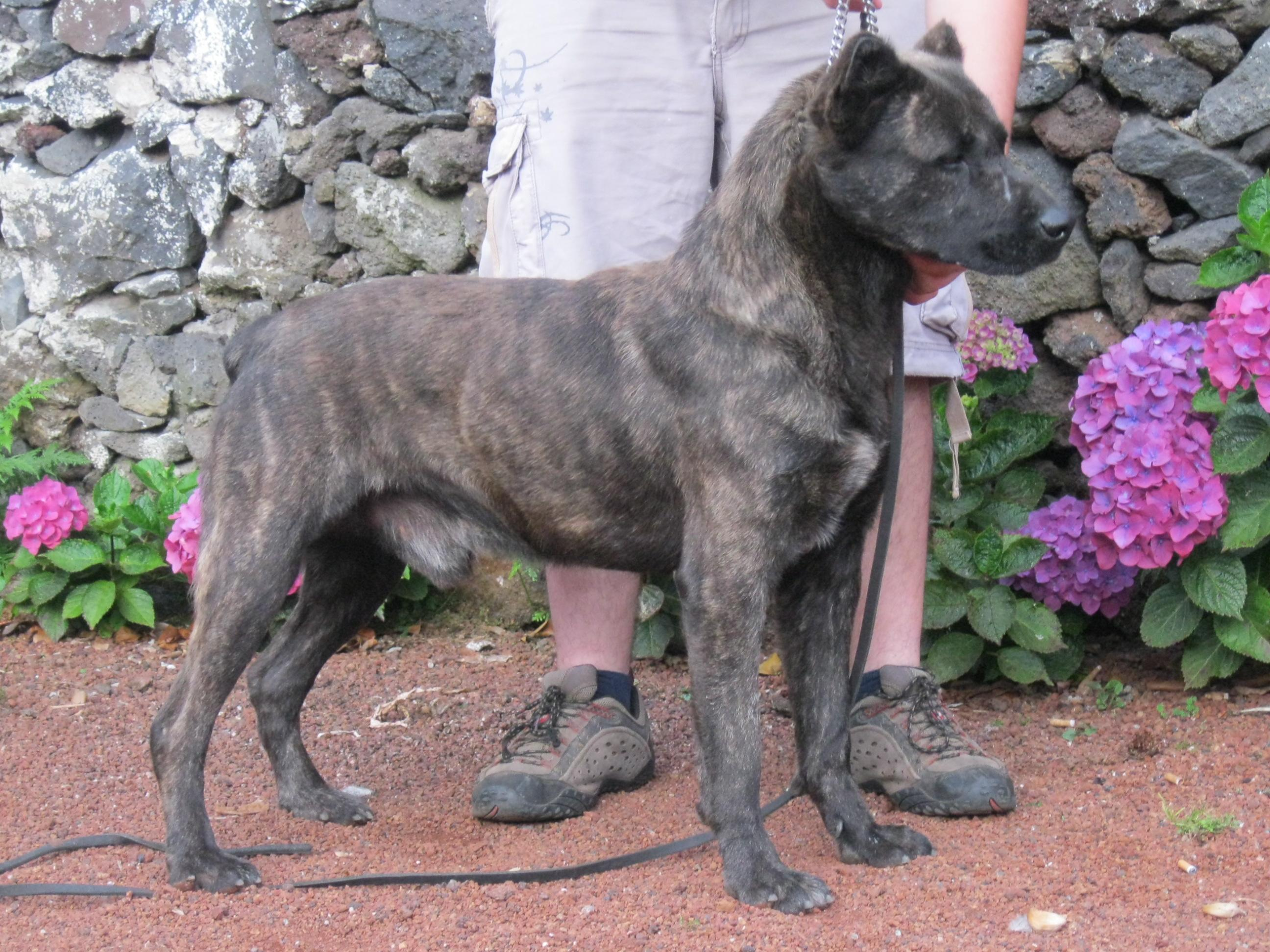
Le fila de São Miguel est de couleur bringé.

Le fila de São Miguel est un chien de taille moyenne de type molossoïde, d'aspect robuste. Le corps s'inscrit dans un rectangle. Il est fort et bien musclé, avec poitrail ample. La poitrine est large et bien descendue. La croupe est légèrement plus élevée que le garrot. Attachée haut, la queue de longueur moyenne est grosse et légèrement recourbée. La queue est écourtée au niveau de la 2e ou de la 3e vertèbre, dans les pays où la caudectomie n’est pas interdite. Les allures du fila de São Miguel présentent un léger roulis à l’arrière.
La tête est anguleuse et forte avec un stop marqué. Les axes longitudinaux du crâne et du chanfrein sont parallèles. De forme ovale, les yeux de taille moyenne et de couleur brun foncé sont légèrement enfoncés et placés horizontalement. Lorsqu'elles ne sont pas coupées, les oreilles sont de taille moyenne, de forme triangulaire et tombent sans être accolées aux joues. Elles sont coupées en arrondi dans les pays où l’otectomie n’est pas interdite.
Le poil est court, lisse, dense, de texture rude. Il est légèrement frangé au niveau de la queue, de l’anus et à l’arrière des cuisses. La robe est bringée dont elle accepte toutes les couleurs : fauve, sable charbonné, gris clair à foncé. Les marques blanches sont autorisées sur le front, en liste du menton au poitrail et aux pieds.

## Caractère
Le fila de São Miguel est décrit dans le standard de la Fédération cynologique internationale (FCI) comme un chien intelligent, réceptif, docile avec son maître et d'un tempérament affirmé envers les étrangers.
L'éducation doit être ferme mais sans rudesse. Le fila de São Miguel est doté d’un fort instinct de garde.

## Utilité

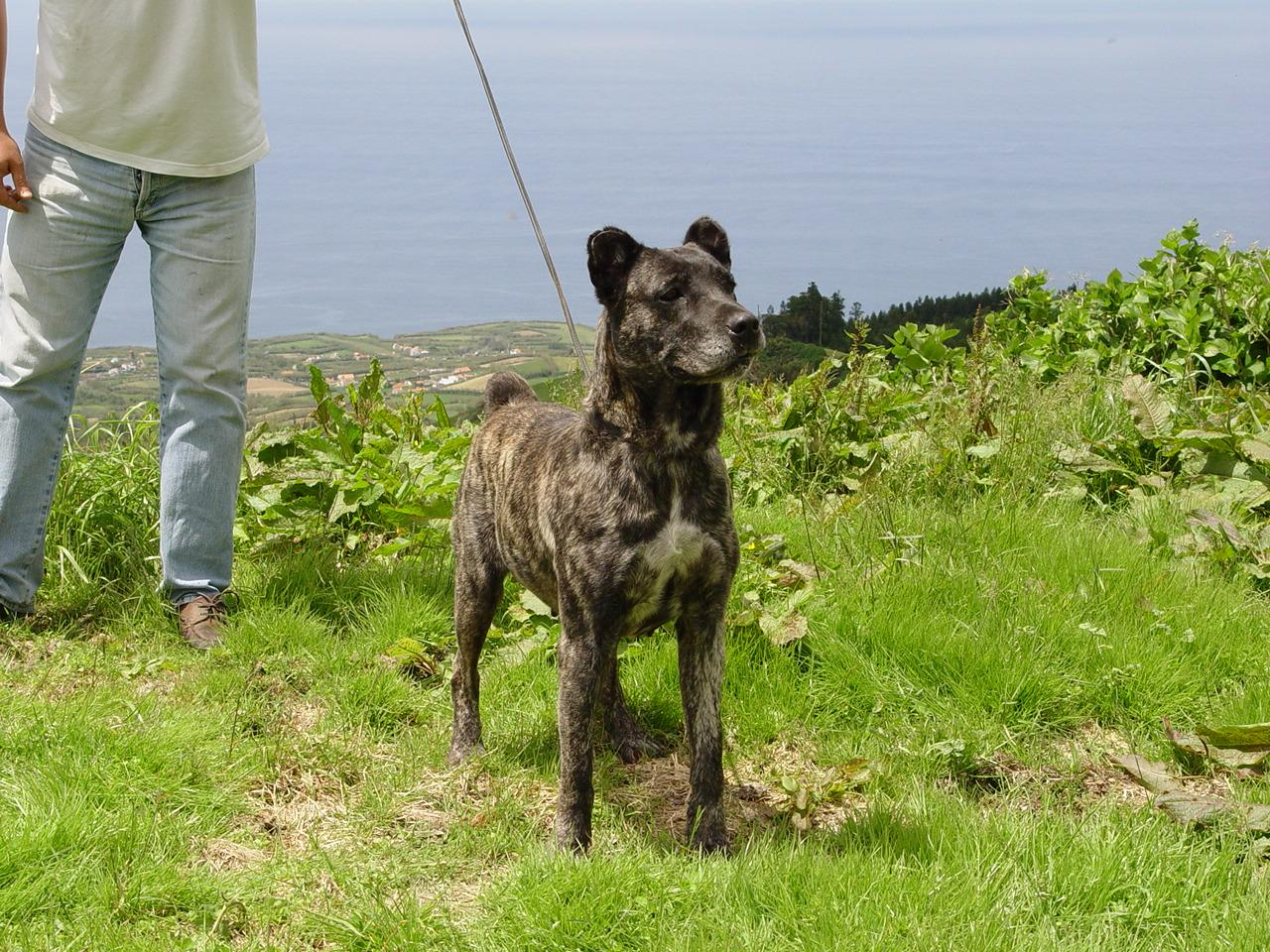
Le fila de São Miguel est un chien qui a besoin d'activité physique régulièrement.

Le fila de São Miguel est un chien de berger utilisé pour la conduite du bétail. C'est un chien qui a tendance à mordre bas afin de ne pas blesser le pis, sauf sur les bêtes égarées. La race a des talents comme chien de garde et chien de défense. Le fila de São Miguel est très dynamique et a absolument besoin d'activité physique : il demande un maître sportif, notamment s'il vit en ville. La race est douée pour l’agility ou le cani-cross.